# عایشه بالسی
عایشه بالسی لقب‌گرفته به ضوء الصباح (به‌معنای: پرتوی بامداد، نور صبح) (؟ -۱۴۰۰م) (نسب: عایشه بنت محمد بن احمد بن عمر بن سلیمان) بانوی محدث شامی در سدهٔ هشتم هجری بود. نزد علی بن ابی‌بکر حرّانی حدیث فراگرفت. بزرگانی همچون شمس‌الدین سخاوی از شاگردانش بودند.